# Lijst van nummer 1-hits in de Vlaamse top 10 in 2002
De volgende hits stonden in 2002 op nummer 1 in de Vlaamse top 10.
| Datum        | Artiest                                       | Titel              |
| ------------ | --------------------------------------------- | ------------------ |
| 5 januari    | M-Kids                                        | Een mooie droom    |
| 12 januari   | K3                                            | Je hebt een vriend |
| 19 januari   | Clouseau                                      | En dans            |
| 26 januari   | Clouseau                                      | En dans            |
| 2 februari   | Clouseau                                      | En dans            |
| 9 februari   | Clouseau                                      | En dans            |
| 16 februari  | M-Kids                                        | Funky Monkey       |
| 23 februari  | M-Kids                                        | Funky Monkey       |
| 2 maart      | M-Kids                                        | Funky Monkey       |
| 9 maart      | K3                                            | Toveren            |
| 16 maart     | K3                                            | Toveren            |
| 23 maart     | K3                                            | Toveren            |
| 30 maart     | K3                                            | Toveren            |
| 6 april      | K3                                            | Toveren            |
| 13 april     | K3                                            | Toveren            |
| 20 april     | K3                                            | Toveren            |
| 27 april     | K3                                            | Toveren            |
| 4 mei        | K3                                            | Toveren            |
| 11 mei       | K3                                            | Toveren            |
| 18 mei       | Ingeborg                                      | Zo dichtbij        |
| 25 mei       | Ingeborg                                      | Zo dichtbij        |
| 1 juni       | Ingeborg                                      | Zo dichtbij        |
| 8 juni       | Ingeborg                                      | Zo dichtbij        |
| 15 juni      | Ingeborg                                      | Zo dichtbij        |
| 22 juni      | Dynamite feat. Robsnob                        | De pizza dans      |
| 29 juni      | K3                                            | Feest              |
| 6 juli       | K3                                            | Feest              |
| 13 juli      | Dynamite feat. Robsnob                        | De pizza dans      |
| 20 juli      | Dynamite feat. Robsnob                        | De pizza dans      |
| 27 juli      | Dynamite feat. Robsnob                        | De pizza dans      |
| 3 augustus   | Dynamite feat. Robsnob                        | De pizza dans      |
| 10 augustus  | Dynamite feat. Robsnob                        | De pizza dans      |
| 17 augustus  | Dynamite feat. Robsnob                        | De pizza dans      |
| 24 augustus  | Dynamite feat. Robsnob                        | De pizza dans      |
| 31 augustus  | Dynamite feat. Robsnob                        | De pizza dans      |
| 7 september  | Dynamite feat. Robsnob                        | De pizza dans      |
| 14 september | Dynamite feat. Robsnob                        | De pizza dans      |
| 21 september | Dynamite feat. Robsnob                        | De pizza dans      |
| 28 september | Dynamite                                      | De opblaaskrokodil |
| 5 oktober    | Dynamite                                      | De opblaaskrokodil |
| 12 oktober   | Dynamite                                      | De opblaaskrokodil |
| 19 oktober   | Davy Gilles, Dieter Verhaegen & Mark Tijsmans | De koningen        |
| 26 oktober   | Davy Gilles, Dieter Verhaegen & Mark Tijsmans | De koningen        |
| 2 november   | Davy Gilles, Dieter Verhaegen & Mark Tijsmans | De koningen        |
| 9 november   | Davy Gilles, Dieter Verhaegen & Mark Tijsmans | De koningen        |
| 16 november  | Davy Gilles, Dieter Verhaegen & Mark Tijsmans | De koningen        |
| 23 november  | Davy Gilles, Dieter Verhaegen & Mark Tijsmans | De koningen        |
| 30 november  | Davy Gilles, Dieter Verhaegen & Mark Tijsmans | De koningen        |
| 7 december   | Davy Gilles, Dieter Verhaegen & Mark Tijsmans | De koningen        |
| 14 december  | Davy Gilles, Dieter Verhaegen & Mark Tijsmans | De koningen        |
| 21 december  | K3                                            | Verliefd           |
| 28 december  | Davy Gilles, Dieter Verhaegen & Mark Tijsmans | De koningen        |

Lijsten van nummer 1-hits in de Radio 2 Top 30

1970 ·
1971 ·
1972 ·
1973 ·
1974 ·
1975 ·
1976 ·
1977 ·
1978 ·
1979 ·
1980 ·
1981 ·
1982 ·
1983 ·
1984 ·
1985 ·
1986 ·
1987 ·
1988 ·
1989 ·
1990 ·
1991 ·
1992 ·
1993 ·
1994 ·
1995 ·
1996 ·
1997 ·
1998 ·
1999 ·
2000 ·
2001 ·
2002 ·
2003 ·
2004 ·
2005 ·
2006 ·
2007 ·
2008 ·
2009 ·
2010 ·
2011 ·
2012 ·
2013 ·
2014 ·
2015 ·
2016 ·
2017 ·
2018 ·
2019 ·
2020 ·
2021 ·
2022 ·
2023 ·
2024 ·
2025
Lijsten van nummer 1-hits in de Ultratop 50 

1995 ·
1996 ·
1997 ·
1998 ·
1999 ·
2000 ·
2001 ·
2002 ·
2003 ·
2004 ·
2005 ·
2006 ·
2007 ·
2008 ·
2009 ·
2010 ·
2011 ·
2012 ·
2013 ·
2014 ·
2015 ·
2016 ·
2017 ·
2018 ·
2019 ·
2020 ·
2021 ·
2022 ·
2023 ·
2024 ·
2025
Lijsten van nummer 1-hits in de Vlaamse top 50

2001 ·
2002 ·
2003 ·
2004 ·
2005 ·
2006 ·
2007 ·
2008 ·
2009 ·
2010 ·
2011 ·
2012 ·
2013 ·
2014 ·
2015 ·
2016 ·
2017 ·
2018 ·
2019 ·
2020 ·
2021 ·
2022 ·
2023 ·
2024 ·
2025
- Nederland (Top 40)
- Nederland (Single Top 100)
- Nederland (3FM Mega Top 50)
- Nederland (DVD Top 30)
- Vlaanderen (Radio 2 Top 30)
- Vlaanderen (Ultratop 50)
- Vlaanderen (Top 30 van Ultratop)
- Wallonië
- Australië
- Denemarken
- Duitsland
- Frankrijk
- Italië
- Noorwegen
- Portugal
- Verenigd Koninkrijk
- Verenigde Staten (Hot 100)
- Zwitserland